# 冬海集团
冬海集团（英語：Sea Limited）由李小冬于2009年创立，总部位于新加坡。冬海集团市值在2020年8月23日达到720亿美元。
腾讯2022年2月降低冬海集團持股至18%，並於2022年9月6日公告騰訊在Sea董事會中的代表任宇昕已辭任，騰訊並永久放棄對Sea集團的全部投票權，退出Sea集團董事會。
2022年11月，Sea與騰訊關係進一步終止。騰訊擁有的拳頭遊戲宣布收回東海旗下競舞臺港澳和東南亞的《英雄聯盟》與《聯盟戰棋》發行業務，東南亞地區將由拳頭遊戲直營，台灣與越南則分別由台灣大哥大與VNGGames代理發行。

## 主要公司
- Garena
- 蝦皮購物
- SeaMoney

## 首次公開募股（IPO）
冬海集團於2017年10月20日在紐約證券交易所（NYSE）以每股15美元的價格掛牌，籌集8.9億美元（新台幣270億元）的首次公開募股（IPO）。中國大陸的騰訊控股是上市的主要受益者，其持股比例為39.7％，係最大股東；李小冬擁有的Blue Dolphins Venture持股15％；李小冬本人擁有20％；集團首席技術長Gang Ye持股10％；其他投資者還包括高瓴資本、淡馬錫旗下投資公司Seatown Holdings、Mistletoe等。

## 外部連結
- 官方网站